# Venezillo bituberculatus
Venezillo bituberculatus là một loài chân đều trong họ Armadillidae. Loài này được Budde-Lund miêu tả khoa học năm 1910.